# A.C. Milan w sezonie 1970/1971

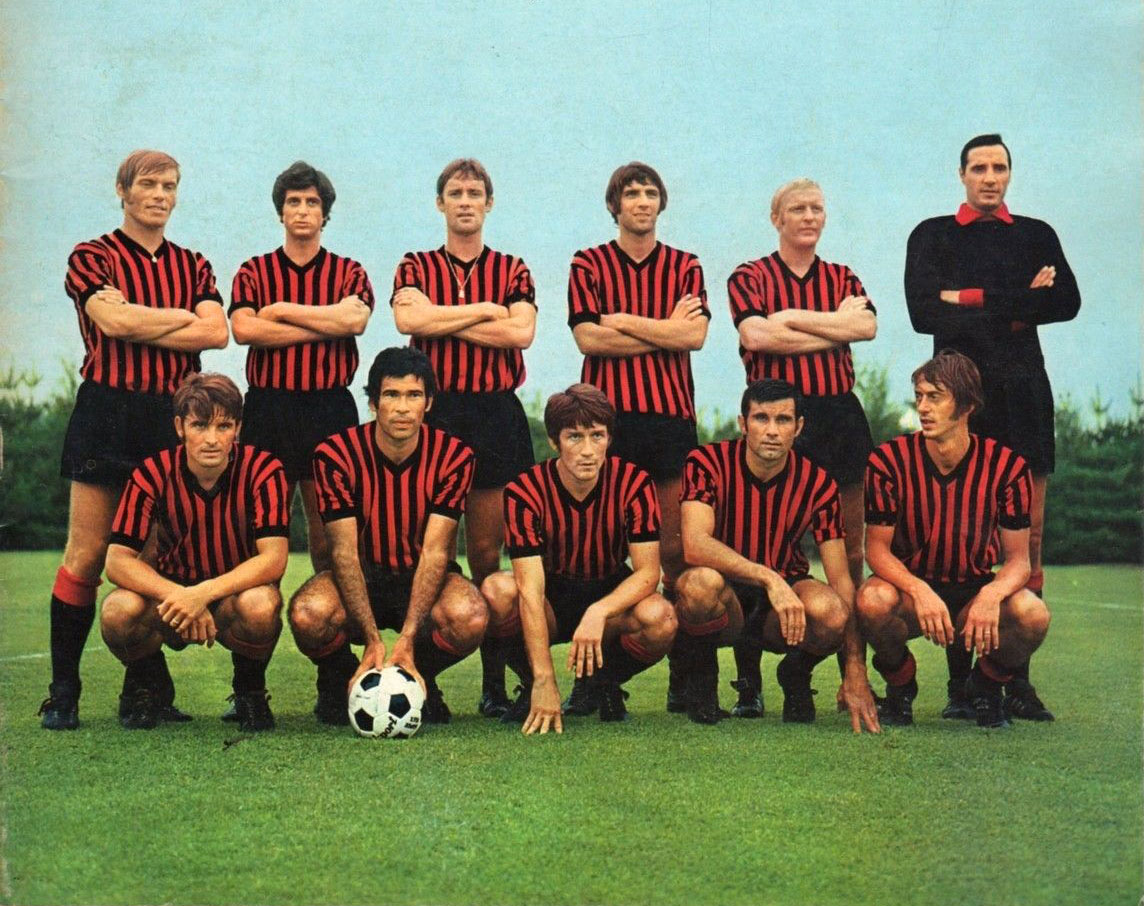
A.C. Milan 1970/71

Osiągnięcia i skład piłkarskiego zespołu A.C. Milan w sezonie 1970/71.

## Osiągnięcia
- Serie A: 2. miejsce
- Puchar Włoch: 2. miejsce w grupie finałowej

## Podstawowe dane
- Oficjalna nazwa klubu: Associazione Calcio Milan
- Siedziba klubu: Via F. Turati 3
- Boisko: San Siro
- Prezes klubu:  Franco Carraro;  Federico Sordillo
- Trener zespołu:  Nereo Rocco
- Kapitan drużyny:  Gianni Rivera

## Skład zespołu
Bramkarze:
| Włochy | Pierangelo Belli |
| Włochy | Fabio Cudicini   |
| Włochy | Villiam Vecchi   |

Obrońcy:
| Włochy | Angelo Anquilletti      |
| Włochy | Luigi Maldera           |
| Włochy | Roberto Rosato          |
| Niemcy | Karl-Heinz Schnellinger |
| Włochy | Giovanni Trapattoni     |
| Włochy | Giulio Zignoli          |

Pomocnicy:
| Włochy | Romeo Benetti      |
| Włochy | Giorgio Biasiolo   |
| Włochy | Roberto Casone     |
| Włochy | Gianni Rivera      |
| Włochy | Giorgio Rognoni    |
| Włochy | Pierpaolo Scarrone |
| Włochy | Vincenzo Zazzaro   |

Napastnicy:
| Włochy | Lino Golin    |
| Włochy | Angelo Marchi |
| Włochy | Angelo Paina  |
| Włochy | Pierino Prati |
| Włochy | Silvano Villa |